# Jim Leeker
Jim Leeker (ur. 10 maja 1947 w Saint Louis) – amerykański piłkarz, grający na pozycji napastnika.
Jim Leeker karierę piłkarską rozpoczął w 1965 roku w St. Louis Kutis, gdzie występował do 1969 roku, grając jednocześnie w latach 1966-1969 w St. Louis Billikens na St. Louis University (mistrz NCAA w 1969 roku).
W NASL zadebiutował w sezonie 1970 w barwach St. Louis Stars, do którego przeszedł w 1970 roku. W klubie występował do 1972 roku. Podczas pobytu w klubie rozegrał 46 meczów ligowych oraz w sezonie 1970 został wybranym Odkryciem Roku. Następnie wrócił do St. Louis Kutis, gdzie zakończył sportową karierę.
Jim Leeker w 1998 roku został wprowadzony do Galerii Sław Piłki Nożnej St. Louis.

## Sukcesy

### St. Louis Billikens
- Mistrz NCAA: 1969

### St. Louis Stars
- Odkrycie NASL: 1970